# توماس آرمسترانگ
توماس آرمسترانگ (انگلیسی: Thomas Armstrong؛ 1898 – تاریخ ورودی نامعتبر است) بازیکن فوتبال اهل بریتانیا بود.
از باشگاه‌هایی که در آن بازی کرده‌است می‌توان به باشگاه فوتبال لیورپول و باشگاه فوتبال پرستون نورث اند اشاره کرد.